# (2361) Гоголь
(2361) Гоголь (лат. Gogol) — типичный астероид главного пояса, который был открыт 1 апреля 1976 года советским астрономом Николаем Черных в Крымской обсерватории и был назван в честь русского писателя Николая Гоголя.

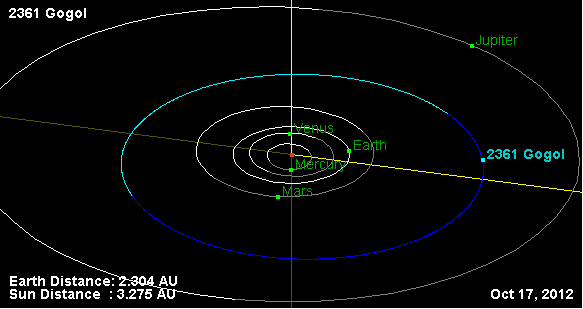
Орбита астероида Гоголь и его положение в Солнечной системе